# Amphiscepa mutilata
Amphiscepa mutilata är en insektsart som först beskrevs av Walker 1858.  Amphiscepa mutilata ingår i släktet Amphiscepa och familjen sköldstritar. Inga underarter finns listade i Catalogue of Life.